# رايموند والتر
رايموند والتر (بالإنجليزية: Raymond Walter)‏ هو سياسي أمريكي، ولد في 4 فبراير 1972. حزبياً، نشط في الحزب الجمهوري. وقد انتخب عضو جمعية ولاية نيويورك.

## وصلات خارجية
- الموقع الرسمي